# Бобини
 Тази статия е за града във Франция.  За окръга вижте Бобини (окръг).  
 Тази статия е за града във Франция.  За пасивният елемент вижте Бобина.  
Бобинѝ (на френски: Bobigny) е град в Северна Франция, префектура на департамента Сен Сен Дьони в регион Ил дьо Франс. Бобини е предградие (град-сателит) на Париж, разположено на 9 km североизточно от центъра на града. Населението му е около 48 000 души (2007).

## Личности
В Бобини умира белгийският музикант и актьор Жак Брел (1929-1978).